# 農家

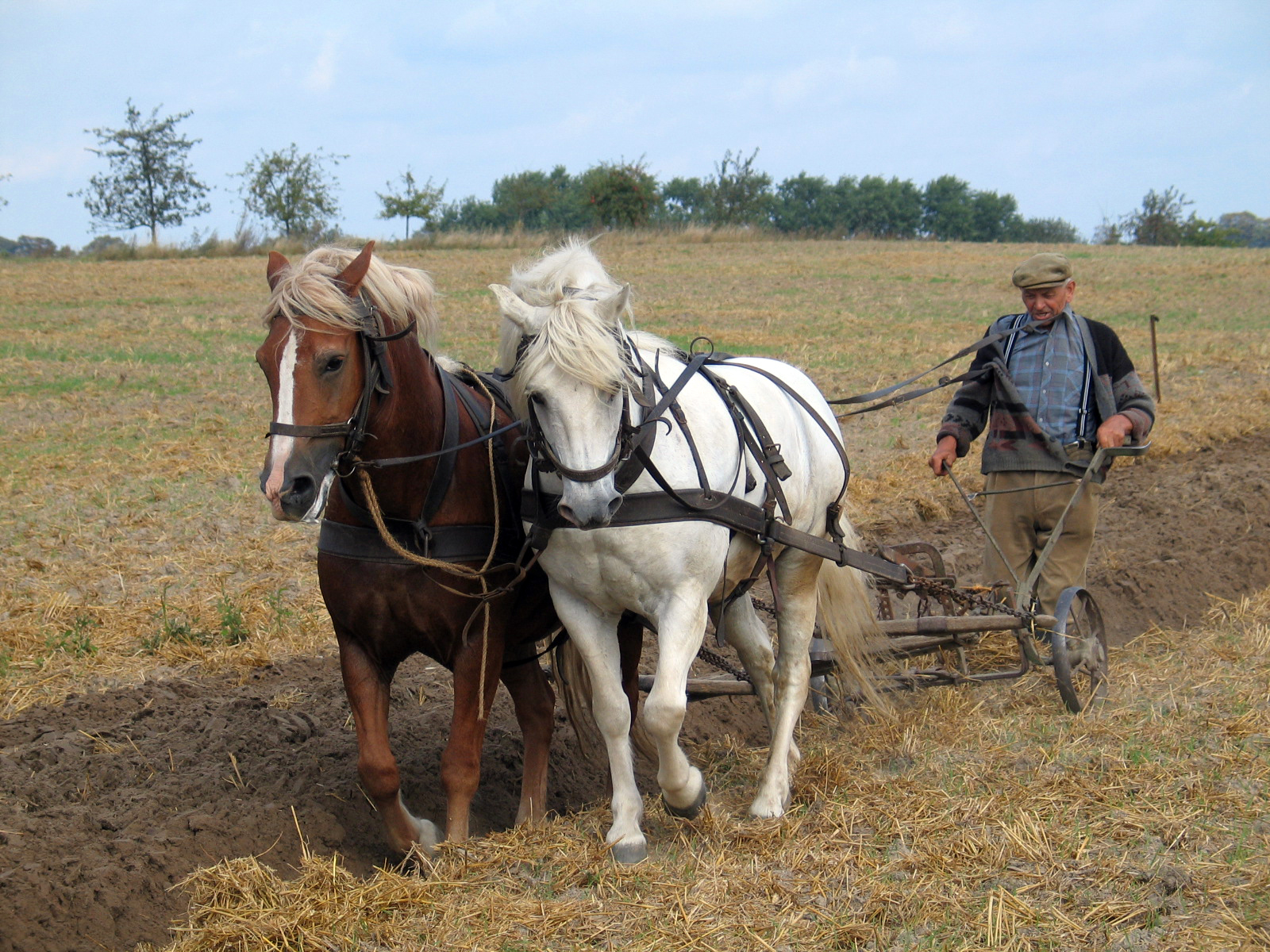

農家（のうか、英語: Farmer）とは、農業を家業としている世帯や、その家屋のこと。農民、百姓などともいう。農家の定義は、時代や地域によって変わってくる。 

## 概要
農家とは農業（農耕）によって生計を立てている人、あるいはその家庭・共同体のことである。農家が栽培する植物のことを農産物（または農作物）という。狩猟採集民であった人類が農耕を発明したことで誕生し、爆発的な人口増加により増え続け、有史以来の人類の大半がある時代までは農業従事者だった。現代では工業化社会へ移行して農業が機械化され、少ない農業従事者でも耕作が行えるようになったため、その数を減らしている。
農業を経営する主体としては、途上国におけるプランテーションや旧社会主義国における集団農場（コルホーズやソフホーズなど）など例外もあるが、世界的に家族が主流となっている。こうした背景があるため、農業を経営する主体をさして使われる、農業経営体、農業経営者、農業者といった呼称も、それが家族によって担われている農家を想定している場合が多い。
一般に先進国では労働力人口の1～数%に過ぎない農家が、他の人々のための食料を生産している。とはいえ世界全体で見れば、家族やそれに近い単位での農業は依然として重要な存在であり、国際連合食糧農業機関（FAO）などは2019年に「家族農業の10年」をスタートさせた。

## 日本の農家

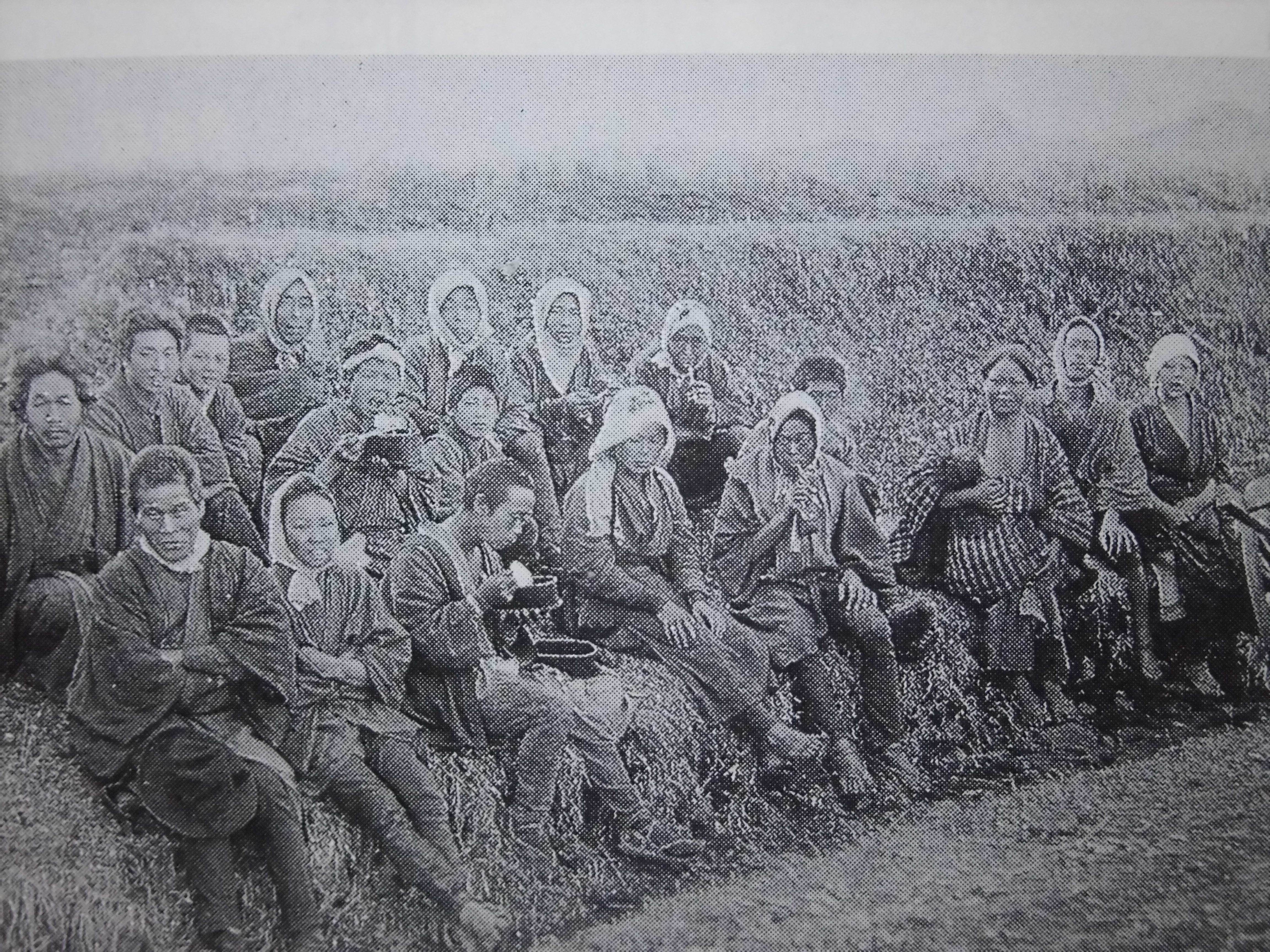
明治時代初期の農民たち

明治時代からの日本では、一貫して専業農家の数が兼業農家の数を圧倒していたが、1930年代後半から兼業農家の比率が増加し始めた。1950年前後に専業農家と兼業農家の数がほぼ同数になって以後は兼業農家の数が専業農家の数を圧倒してきた。けれども近年は兼業農家の著しい減少により状況は変わりつつある。認定農業者への農地の集約も進んでいるため、農家数と農業生産量は必ずしも比例しない。また食料の純輸入国であり、他産業の利潤により、他国の農民から余剰の農産物を購入する形になっている。
農林水産省統計部による2020年の統計では、販売農家102.8万戸、自給的農家71.9万戸である。2024年の日本の農地は427万2000haで、うち58万5900haは牧草地である。

### 農業経営体としての農家
日本の場合、第二次世界大戦後に実施された農地改革が、現在の農家のあり方を大きく規定しており、農家が今日の姿に至るまでの変化を捉えようとした場合の一応の出発点とみなしうる。こうした側面を強調する場合は、戦後自作農という呼称が用いられる。この戦後自作農が戦前のような小作農へと転落することを防止することが、戦後の農業政策の主要な目的の一つであった。そのため、農地に関する制度を中心として農家を保護する政策がとられる一方で、家族以外が農業経営体となることには様々な制限が加えられてきた。しかし、こうした制限は徐々に緩和され、まず有限会社や農業協同組合法に基づく農事組合法人などの形態で農家が法人化することが認められ、最近では、特区によって株式会社の農業への参入が認められている地域もある。なお、節税などの目的で法人化した場合でも、経営の内実が家族経営と同等とみなしうる場合も多く、通常はこれらも農家とよばれている。
農業経営体としての農家の特徴は、農業経営を行う主体と家計の単位となる主体が未分離であることである。農業経済学や農業経営学においては、このことが経営体としての農家の発展を阻害しているという考え方が主流であり、主要な研究テーマとなってきた。農業政策においても、基本的には家族を主要な担い手と想定しつつ、その発展を図ることが意図されてきた。1961年に制定された農業基本法ではこうした考え方を反映し、農工間の所得格差が拡大したことを背景として、「自立経営の育成」が目標として掲げられた。これは、規模拡大や機械化など、農業近代化の方向での経営の発展を目指したものであったが、近年では消費者ニーズの多様化、農産物価格の下落・低迷傾向、資材・燃料等の値上がり等によるコスト増加、食品の安全性、環境への配慮など、農業経営体が考慮すべき課題は多様化している。農業基本法に代わって1999年に制定された食料・農業・農村基本法では、「自立経営の育成」という文言に代わって、「効率的かつ安定的な農業経営」という表現で育成すべき農業経営体のあり方を示している。
家族で農業を営むと、日常生活との境界や各員の役割分担、労働時間、報酬が曖昧になりやすいという問題がある。このため農林水産省は、経営方針や労働条件を明文化した「家族経営協定」を結ぶことを推奨している。2020年度時点の締結数は前年度比1％増の5万9162戸で、新規あるいは再締結した農家に尋ねた理由は代替わりの事業承継時や新規就農が契機などが挙がった。

## 日本における定義と分類
|        | 販売農家 | 主業 | 準主業 | 副業的 | 自給的農家 | 総農家 | 農家世帯員数 | 基幹的農業従事者 |
| ------ | -------- | ---- | ------ | ------ | ---------- | ------ | ------------ | ---------------- |
| 1904年 | -        |      |        |        | -          | 5,417  | -            | -                |
| 1910年 | -        |      |        |        | -          | 5,417  | -            | -                |
| 1915年 | -        |      |        |        | -          | 5,451  | -            | -                |
| 1920年 | -        |      |        |        | -          | 5,485  | -            | -                |
| 1925年 | -        |      |        |        | -          | 5,549  | -            | -                |
| 1930年 | -        |      |        |        | -          | 5,600  | -            | -                |
| 1935年 | -        |      |        |        | -          | 5,611  | -            | -                |
| 1940年 | -        |      |        |        | -          | 5,480  | -            | -                |
| 1946年 | -        |      |        |        | -          | 5,698  | -            | -                |
| 1950年 | -        |      |        |        | -          | 6,176  | -            | -                |
| 1955年 | -        |      |        |        | -          | 6,043  | 36,350       | -                |
| 1960年 | -        |      |        |        | -          | 6,057  | 34,410       | 11,750           |
| 1965年 | -        |      |        |        | -          | 5,665  | 30,080       | 8,941            |
| 1970年 | -        |      |        |        | -          | 5,342  | 26,590       | 7,109            |
| 1975年 | -        |      |        |        | -          | 4,953  | 23,200       | 4,889            |
| 1980年 | -        |      |        |        | -          | 4,661  | 21,370       | 4,128            |
| 1985年 | 3,315    |      |        |        | 914        | 4,229  | 19,300       | 3,465            |
| 1990年 | 2,971    | 820  | 954    | 1,196  | 864        | 3,835  | 17,300       | 2,927            |
| 1995年 | 2,651    | 678  | 695    | 1,279  | 792        | 3,444  | 15,080       | 2,560            |
| 2000年 | 2,337    | 500  | 599    | 1,237  | 783        | 3,120  | 10,470       | 2,400            |
| 2005年 | 1,963    | 429  | 443    | 1,091  | 885        | 2,848  | 8,370        | 2,241            |
| 2010年 | 1,631    | 360  | 389    | 883    | 897        | 2,528  | 6,500        | 2,051            |
| 2015年 | 1,330    | 292  | 259    | 790    | 825        | 2,155  | 4,880        | 1,757            |
| 2020年 | 1,028    | 231  | 143    | 664    | 719        | 1,747  | 3,490        | 1,363            |

日本では農家の定義は以下の通りである（農林水産省の用語解説 (PDF) による）。
1. 経営耕地面積が10a（1000m2）以上の農業を営む世帯。
2. 経営耕地面積が10a未満の時は、年間農産物販売金額が15万円以上の世帯。

### 1940年以前の分類
専業農家
生業として農業のみを営む農家。
兼業農家
生業として農業を営む以外に他の生業を営む農家。

### 1941年以降2015年までの分類
主副業農家の分類が定着したため2020年農業センサスでは調査を廃止した。
専業農家
世帯員の中に兼業従事者、すなわち自家農業以外の仕事に従事する者がいない農家。
第一種兼業農家
農業以外の仕事で収入を得ている農家のうち、農業の収入が主である農家。
第二種兼業農家
農業以外の仕事で収入を得ている農家のうち、農業以外の収入が主である農家。

### 1985年以降の分類
販売農家
経営耕地面積30a以上または年間の農産物販売金額が50万円以上の農家。
自給的農家
経営耕地面積30a未満かつ年間の農産物販売金額が50万円未満の農家。

### 1990年以降の分類
1990年の農業センサスにより、以下の分類を新設した。
主業農家
農業収入＞農外収入 かつ65歳未満の農業従事60日以上の者がいる販売農家。
準主業農家
農業収入＜農外収入 かつ65歳未満の農業従事60日以上の者がいる販売農家。
副業的農家
65歳未満の農業従事60日以上の者がいない販売農家。

## 各国の農家

### アメリカ
アメリカの農場（farm）は年1000ドル以上の農産物を生産または販売する場所とされている。アメリカ合衆国農務省の2022年農業センサスによると、約190万の農場が存在し、その約95%が家族経営、つまり農家によるものである。日本と比べると人口あたりの農家数は少なくなっている。2019年の農用地は4億0581万ha、うち耕地面積は1億5774万haである。

### 中国
2020年の中国の農業経営体数（そのほとんどが農家）は約1億9000万戸で農用地は5億2771万ha 、そのうちの耕地面積が1億1888万haとなっている。1戸当たり耕地面積は約0.7haであり日本より小規模である。

### EU各国
EU全体の農用地は2019年で1億6493万ha、牧草地を除いた耕地面積は9942万haで世界的に見ると牧草地の比率が少ない。EU全体の農業経営体数は1084万戸であるが、1戸当たり平均農用地が130haのチェコから1.2haのマルタまで集約の度合いには差がある。

## 農機具
- 鋤（すき）
- 鍬（くわ）
- トラクター
- 耕耘機（こううんき）
- 田植機
- コンバイン
- 動力噴霧器
- 軽トラック - 厳密には農機具ではないが、上記の農具や農業機械、苗床などの各種資材や、収穫した作物などの運搬に欠かせないものとなっている。